# شتوتغارت
شتوتغارت (/ˈstʌtɡɑːrt, ˈstʊt-/؛ بالألمانية: [ˈʃtʊtɡaʁt])، هي عاصمة ولاية بادن-فورتمبيرغ الألمانية وأكبر مدنها. تقع على نهر نيكار في وادٍ خصب يُعرف باسم "شتوتغارتر كيسل"، وتبعد ساعة عن جبال شفابن وغابة شتوتغارت السوداء.
بلغ عدد سكان المدينة 632,865 نسمة عام 2022، مما يجعلها سادس أكبر مدينة في ألمانيا، بينما يعيش أكثر من 2.8 مليون شخص ضمن منطقتها الإدارية، ونحو 5.5 مليون في منطقتها الحضرية، ما يجعلها رابع أكبر منطقة حضرية في البلاد. تصنَّف المدينة والمنطقة الحضرية باستمرار ضمن أفضل خمس مناطق حضرية أوروبية من حيث الناتج المحلي الإجمالي. وقد أدرجتها شركة ميرسر في المرتبة 21 عالميًا في قائمة جودة المعيشة لعام 2015، كما صنّفها مؤشر مدن الابتكار التابع لوكالة 2thinknow في المرتبة 24 عالميًا، فيما منحها تصنيف "المدينة العالمية بيتا" وفقًا لشبكة بحث العولمة والمدن العالمية عام 2020.
تُعد شتوتغارت مدينة فريدة في السياق العمراني الألماني، فهي مبنية على مجموعة من التلال (بعضها مغطى بكروم العنب)، والوديان (خاصة حول نهر نيكار ومنخفض شتوتغارت)، والمتنزهات. تُعرف المدينة بأنها "مهد صناعة السيارات"، وتضم متاحف شهيرة مثل متحف مرسيدس-بنز ومتحف بورشه، فضلًا عن العديد من المجلات المتخصصة في السيارات، مما يجعلها تُلقَّب بـ "عاصمة السيارات" في ألمانيا.
شعار السياحة في المدينة هو: "شتوتغارت تقدم المزيد"، ومن ضمن مشاريع تطوير البنية التحتية الدولية "شتوتغارت 21"، أُطلق شعار "القلب الجديد لأوروبا" عام 2008، وفي مجال الأعمال تستعمل المدينة الشعار: "حيث يلتقي العمل بالمستقبل". وفي يوليو 2010، أُعلن عن شعار جديد لجذب رجال الأعمال والزوار إلى المدينة والمنطقة.
منذ الألفية السابعة قبل الميلاد، شكّلت منطقة شتوتغارت موقعًا مهمًا للزراعة، واحتضنت العديد من الثقافات بسبب خصوبة وادي نيكار. ضمَّت الإمبراطورية الرومانية المنطقة عام 83 بعد الميلاد وأقامت حصنًا كبيرًا قرب باد كانشتات، مما جعلها مركزًا إقليميًا مهمًا لعدة قرون. أُسست شتوتغارت فعليًا في القرن العاشر على يد ليوتف، دوق شفابن، كمزرعة لتربية خيول الحرب. نمت المدينة تدريجيًا، وحصلت على ميثاقها عام 1320، وتحولت لاحقًا إلى عاصمة لمقاطعة، ثم دوقية، ثم مملكة فورتمبيرغ حتى عام 1918.
تعافت المدينة من آثار حرب الثلاثين عامًا والدمار الكبير الذي لحق بها خلال الحرب العالمية الثانية، خصوصًا غارات الحلفاء الجوية على مصانع السيارات. وبحلول عام 1952، نهضت شتوتغارت مجددًا لتصبح مركزًا ثقافيًا واقتصاديًا وصناعيًا وماليًا وسياحيًا ونشرًا.
تشتهر شتوتغارت بصناعاتها التقنية العالية، وخاصة في مجال السيارات. وتُعد من أغنى مدن ألمانيا من حيث مستوى المعيشة. وتضم المدينة مقرات عدد من الشركات الكبرى مثل: بورشه، بوش، إكسايت، ومجموعة مرسيدس-بنز. وتُعد مركزًا ماليًا مهمًا، إذ تحتل بورصة شتوتغارت المرتبة الثانية في البلاد بعد فرانكفورت، كما تعدّ بنك بادن-فورتمبيرغ أكبر بنك إقليمي في ألمانيا.

تُعد شتوتغارت عقدة نقل رئيسية، وهي من أكثر المناطق الحضرية ازدحامًا في أوروبا، ويُصنَّف مطارها السادس من حيث الحركة الجوية في ألمانيا (بحسب إحصاءات 2019). تتمتع المدينة بنسبة مرتفعة من السكان المهاجرين؛ فوفقًا لدليل Eyewitness Travel Guide الصادر عن دورلينج كيندرسلي، "ثلث سكان شتوتغارت من الأجانب"، فيما تصل نسبة السكان من خلفيات مهاجرة إلى 40%، وترتفع إلى 64% بين الأطفال دون سن الخامسة. وتبلغ هذه النسبة على مستوى ألمانيا عمومًا 28.7%، وتُسجَّل بنسب أعلى في المدن الكبرى وفي غرب البلاد.

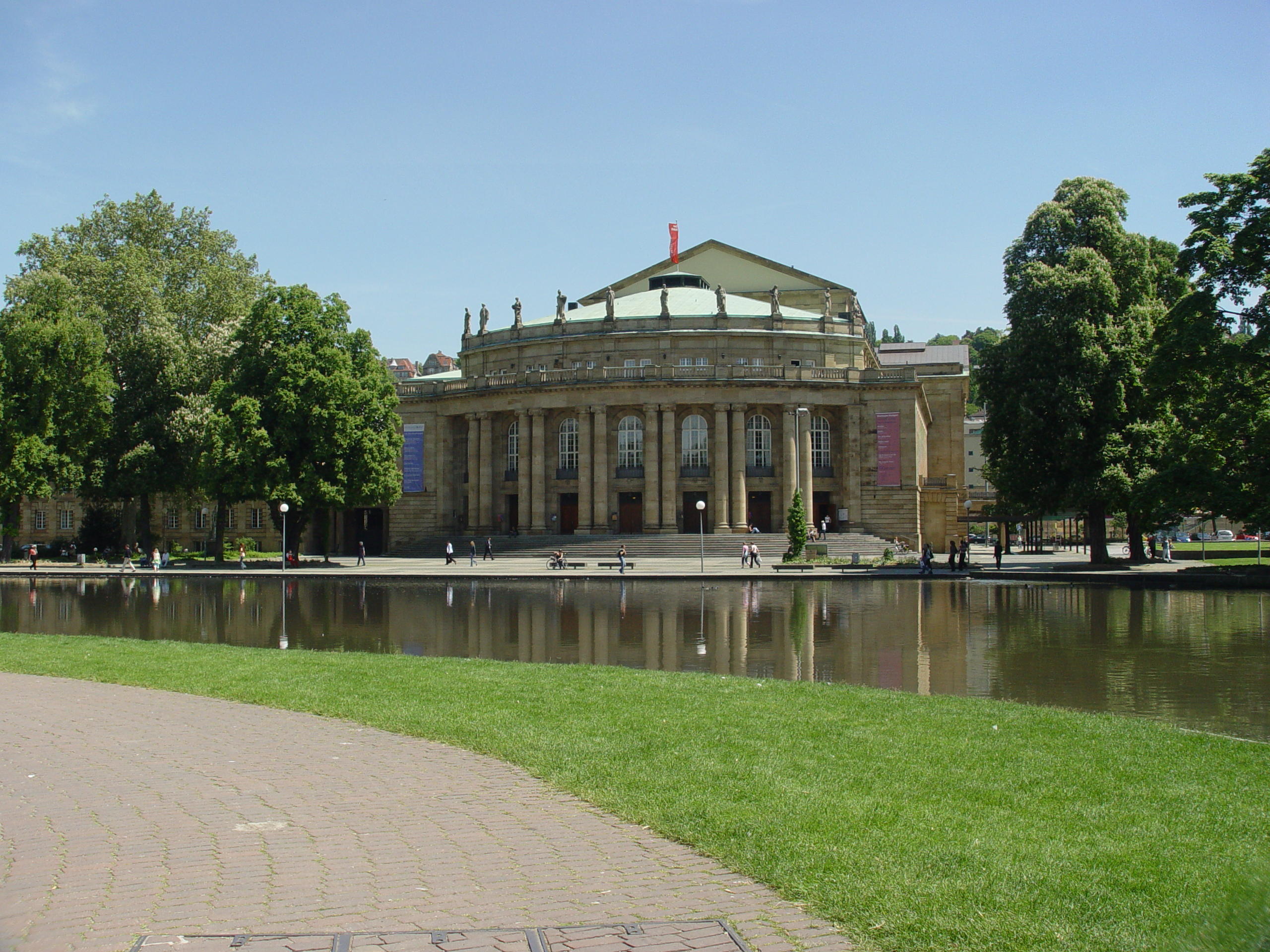
مبنى الأوبرا

## الاسم والشعار
شعار شتُوتغارت حصان أسود يقف على رجليه الخلفيتين على خلفية صفراء. وقد استخدم لأول مرة في شكله الحالي في عام 1938؛ وقبل هذا الشعار استخدمت شعارات مختلفة التصاميم والألوان، لكن غالبا ما كانا حصانين. ختم canting en يعبر هنا عن أصل اسم 'شتُوتغارت' الذي أخذ من اللغة الألمانية العليا القديمة لغة ألمانية عليا قديمة وكانت تكتب ('stuotgarten). ويظهر الحصان الموجود في شعار شتُوتغارت على شعار شركة بورش لصناعة السيارات.

## جغرافية
شتُوتغارت تبعد حوالي ساعة عن الغابة السوداء وعلى مسافة مماثلة من سوابيان جورا شفابن جورا.
تمتد شتُوتغارت على مساحة 207 كم2 (80 ميل 2). اما ارتفاعها فيتراوح 207 متر (679 قدم) فوق مستوى سطح البحر عند نهر نيكار إلى 549 متر (1801 قدم) في تلة Bernhartshöhe en.

## اقتصاد

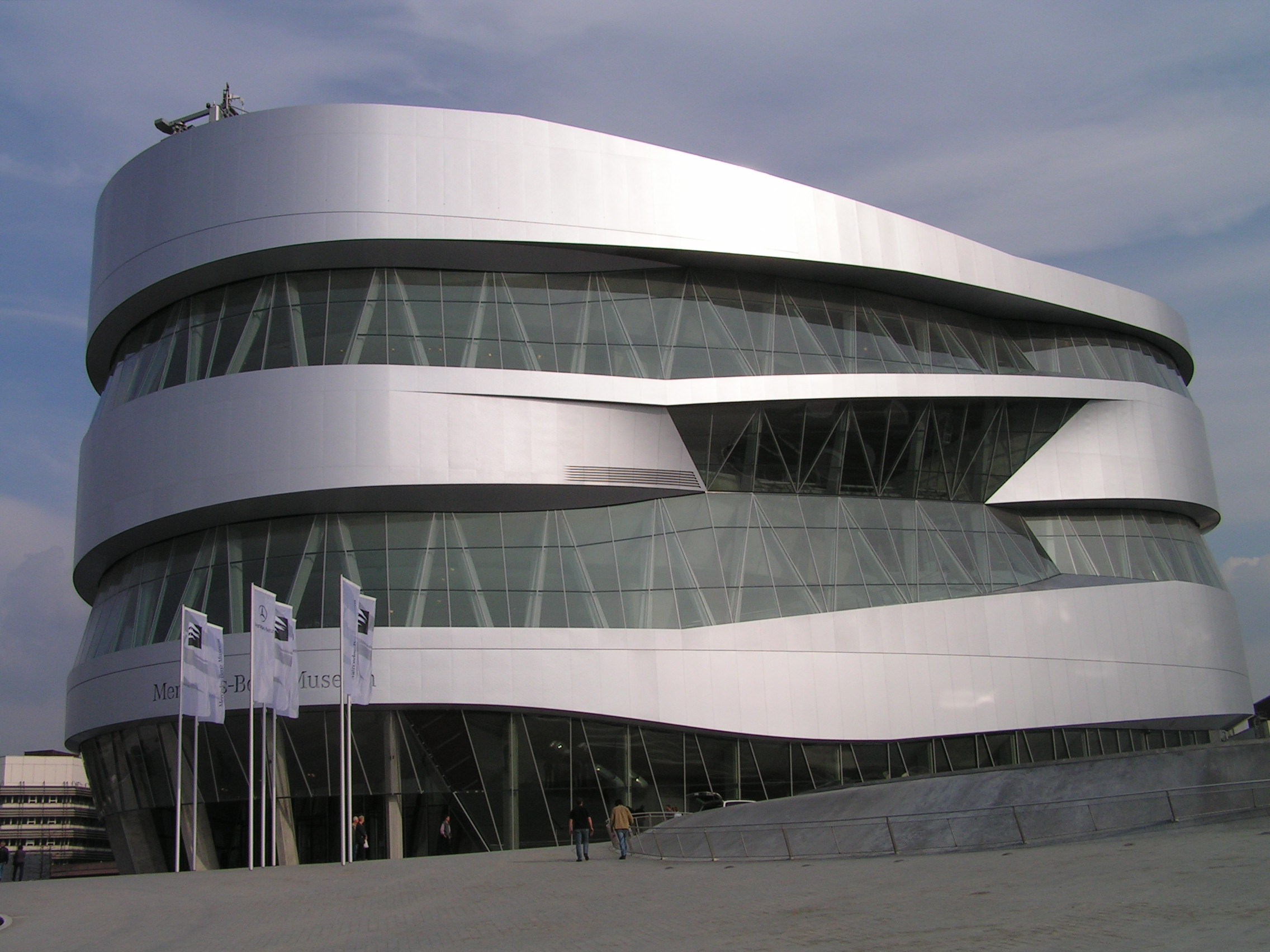
تحتوي مدينة شتُوتغارت على متحف مرسيدس بنز

مدينة شتُوتغارت هي صاحبة المركز الأعلى في المعيار العام للازدهار بين كل مدن ألمانيا.

### مهد صناعة السيارات
تشتهر مدينة شتُوتغارت بالصناعات ذات التكنولوجيا المتطورة. إذ توجد بها المقرات العالمية أو الأوربية لبعض الشركات الشهيرة مثل شركات السيارات مرسيدس ودايملر-كرايسلر وبورش، وشركة الصناعات الكهربائية بوش وشركتا صناعة الحاسوب هوليت-باكارد وآي‌ بي‌ إم.
تعتبر مدينة شتُوتغارت مهد صناعة السيارات حيث أن مخترع أول سيارة في العالم تعتمد على احتراق وقود البنزن كارل بنز ابن هذه المدينة. وقد بدأ تصنيع هذه السيارة لأول مرة على يد فيلهلم مايباخ وغوتليب دايملر في سنة 1887. وتوجد معامل صناعة سيارات كل من مرسيدس بنز وبورش ومايباخ في مدينة شتُوتغارت وفي الضواحي المجاورة لها. وقد تم أيضا تصنيع نماذج من السيارة الخنفساء في هذه المدينة بناء على تصميم فارديناند بورشيه. وبالمقابل فان عدد من المجلات المتخصصة في صناعة السيارات تُصْدَر من المدينة.

### الزراعة
تكثر زراعة العنب في محيط المدينة بسبب تمتع الولاية بالطقس المعتدل وطبيعتها الجبلية.
متحف مارسيدس
متحف جميل وأكثر من رائع يقع في منطقة في مدينة شتُوتغارت سُمّيت باسم منطقة مارسيدس
متحف حديث يعتمد التكنولوجيا الراقية في الدخول والاطلاع على طوابقه الخمسة تقريبا تبدأ
من الأعلى بعد الصعود بمصعد بانوراما على شكل الكبسولة. يبدأ الطابق الأعلى بالأقدم في تدرج صناعة السيارات وموديلاتها نزولا إلى الطابق الأرضي. وفي الطابق تحت الأرض يوجد معرض لبيع السيارات الحديثة. يتخلل الصعود والنزول مشيا صور بانوراما تمثل الحقب الزمنية السياسية والفنية التاريخية إزاء فترة صناعة الموديلات من سيارات مارسيدس. علماً أن المتحف يقع بجانب معمل صناعة سيارات مارسيدس الأصلي.

## ثقافياً وأكادمياً
فيها جامعة شتُوتغارت وجامعة هوهنهايم، أكاديمية للفنون التشكيلية، معهد عالي للموسيقى والتمثيل ومعاهد تقنية عدة. تشتهر المدينة بالحياة الثقافية فيها، حيث تكثر عروض المسارح، الأوبرا، الباليه والحفلات الموسيقية.

## السكان
انخفض عدد سكان شتوتغارت بين عامي 1960 و2000 من 637539 نسمة إلى 586978 نسمة. أدى مستوى البطالة المنخفض، ووجود فرص مغرية للتعليم الثانوي إلى النمو السكاني مجدداً، ولا سيما من جانب الشباب من ألمانيا الشرقية سابقاً. للمرة الأولى منذ عقود، في عام 2006 كانت حالات الولادة في المدينة أكثر من حالات الوفاة. في أبريل 2008 كان عدد سكان شتوتغارت حوالي 590720 نسمة.
في عام 2000، كان 22,8٪ من السكان غير حاملين للجنسية الألمانية، فيما انخفضت هذه النسبة في عام 2006 إلى 21,7 ٪. وكان الأتراك يشكلون أكبر مجموعة من الرعايا الأجانب (22025 نسمة)، يليهم اليونان (14341 نسمة)، والطليان (13978 نسمة)، والكروات (12985 نسمة)، والصرب (11547 نسمة)، ومن بعدهم المهاجرون القادمون من البوسنة والهرسك، وسلوفينيا والبرتغال، وبولندا، والنمسا، وفرنسا. ويشكّل مواطنوا دول الاتحاد الأوروبي حوالي 39٪ من الرعايا الأجانب. حسب الإحصائيات الرسمية تبلغ نسبة الأجانب في المدينة حوالي 28.3% عام 2024 

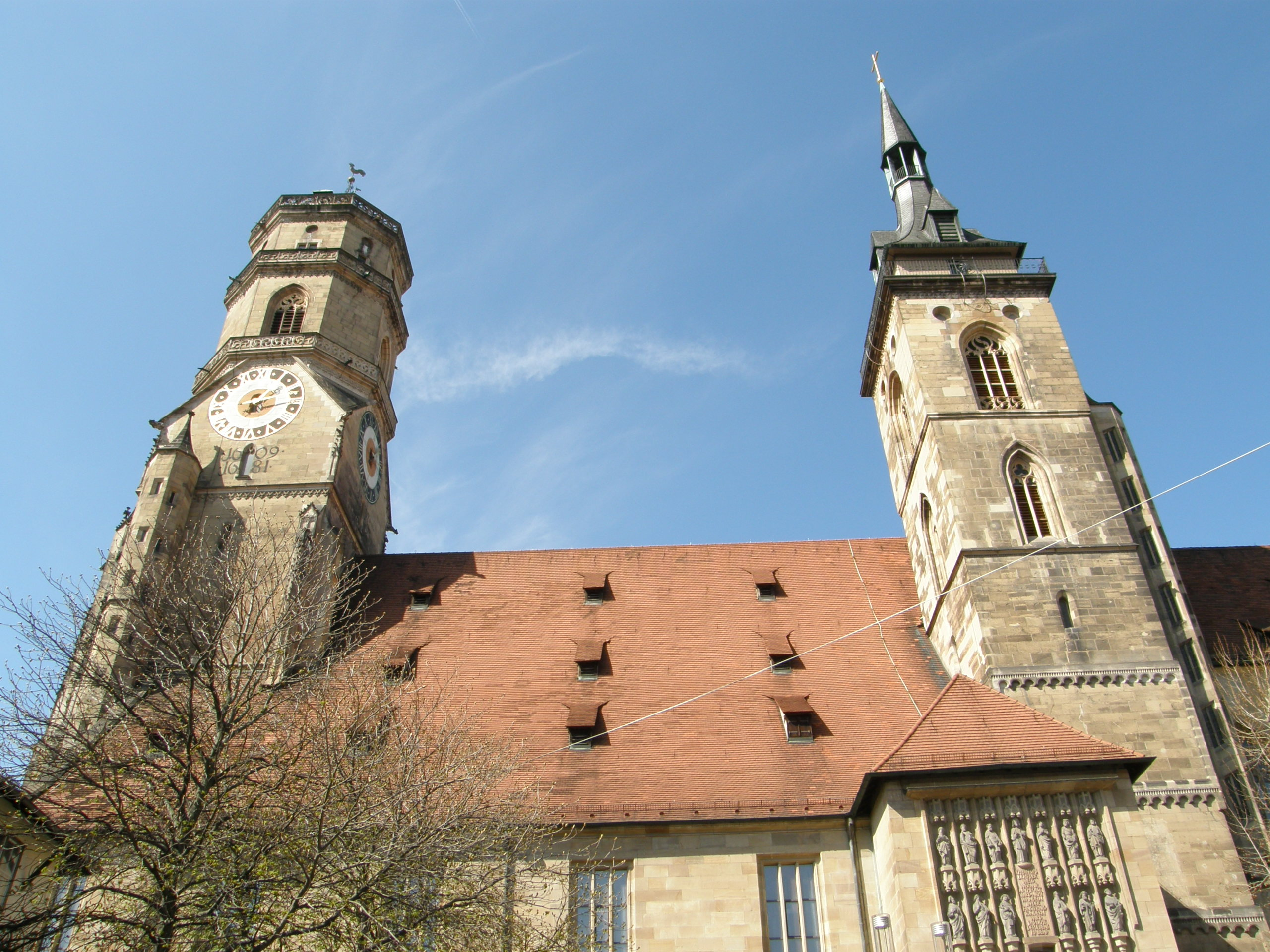
الكنيسة المجمعية في شتوتغارت

معدل البطالة في منطقة شتوتغارت منخفض مقارنة مع المناطق الحضرية الأخرى في ألمانيا. في نوفمبر 2008 بلغ معدل البطالة في منطقة شتوتغارت 3.8٪ أي أقل بنسبة 0.1٪ عن معدل البطالة العام لولاية بادن فيرتمبرغ، وقد بلغ معدل البطالة حوال 4,7٪ في فبراير 2009.
تصنف شتوتغارت كواحدة من أكثر المدن في ألمانيا أماناً. في عام 2003 سُجِل ارتكاب 8535 جريمة لكل 100,000 نسمة في شتوتغارت (بالمقارنة مع المتوسط لجميع المدن الألمانية الذي يبلغ 12,751). وقد صنّفت الإحصاءات لعام 2006 شتوتغارت في المرتبة الثانية بعد ميونخ. في عام 2006 تم حل حوالي 60% ممن الجرائم التي ارتكبت في شتوتغارت.

### الدين
تغيّر المشهد الديني في شتوتغارت سنة 1534 كنتيجة مباشرة للإصلاح البروتستانتي. ومنذ ذلك الوقت أصبحت ولاية بادن فورتمبيرغ ذات غالبية بروتستانتية. إلا أن عدد البروتستانت قد انخفض منذ عام 1975 من 300,000 إلى 200,000. تشير التقديرات لعام 2000 أن البروتستانت كانوا يشكلون حوالي 33,7% من سكان شتوتغارت، فيما يشكل الروم الكاثوليك حوالي 27,4 ٪ من سكان المدينة.
يشكل أتباع الديانات الأخرى حوالي 38.9% من سكان المدينة، ومنهم مسلمون، ويهود، ولادينيون وأتباع ديانات أخرى. وفي شتوتغارت ما يقارب 20 مسجداً، منها المركز الإسلامي في شتوتغارت.

## المعالم
- شارع الملك (بالألمانية: Königstraße)
- ميدان القصر
- القصر الجديد
- ميدان شيلر
- حي فايزنهوف
- متحف مرسيدس-بنز
- حديقة فيلهيلما للحيوانات
- قصر جامعة هوهنهايم
- متحف المرسيدس
- برج التلفزيون

### نتائج الانتخابات التي جرت مؤخرا
| الحزب السنة                         | الإقليمية 1999 | الاروبية 1999 | المحلية 2001 | بوندستاغ 2002 | إقليمية 2004 | أوروبية 2004 | مجلس المدينة 2009 (مقاعد) | بوندستاغ 2005 | الأوروبية 2009 |
| ----------------------------------- | -------------- | ------------- | ------------ | ------------- | ------------ | ------------ | ------------------------- | ------------- | -------------- |
| الاتحاد الديمقراطي المسيحي          | 42.5 %         | 42.9 %        | 37.1 %       | 35.1 %        | 35.6 %       | 37.4 %       | 24.2 % (15)               | 32.7 %        | 29,1%          |
| الحزب الديمقراطي الاجتماعي الألماني | 24.5 %         | 27.6 %        | 36.3 %       | 35.7 %        | 24.4 %       | 21.2 %       | 17.0 % (10)               | 32.0 %        | 18,0%          |
| الحزب الديمقراطي الحر               | 5.5 %          | 6.2 %         | 9.2 %        | 8.5 %         | 5.3 %        | 7.7 %        | 10.9 % (7)                | 12.8 %        | 14,5%          |
| حزب الخضر الألماني                  | 14.1 %         | 14.3 %        | 11.5 %       | 16.2 %        | 17.2 %       | 22.1 %       | 25.3 % (16)               | 15.0 %        | 25,0%          |
| حزب المستقلون الألماني              | 5.6 %          | –             | –            | –             | 8.5 %        | –            | 10.3 % (6)                | –             | 1,2%           |
| الجمهوريون                          | 3.6 %          | 3.6 %         | 4.7 %        | 1.0 %         | 4.0 %        | 3.3 %        | 2.5 % (1)                 | 0.8 %         | 2,0%           |
| الحزب اليساري                       | –              | –             | –            | 1.4 %         | 1.7 %        | 1.9 %        | 4.5 % (2)                 | 4.4 %         | 4,5%           |
| SÖS                                 | –              | –             | –            | –             | –            | –            | 4.6 % (3)                 | –             | –              |
| أخرى                                | 1.5 %          | 5.4 %         | 1.2%         | 2.1 %         | 3.4 %        | 6.5 %        | 0.7 % (0)                 | 2.3 %         | 6,7 %          |
| نسبة الإقبال                        | 59.1 %         | 46.6 %        | 65.5 %       | 81.0 %        | 54.0 %       | 51.9 %       | 48.7 %                    | 79.1 %        | 52,3%          |

Source =Stuttgart election results

## صور

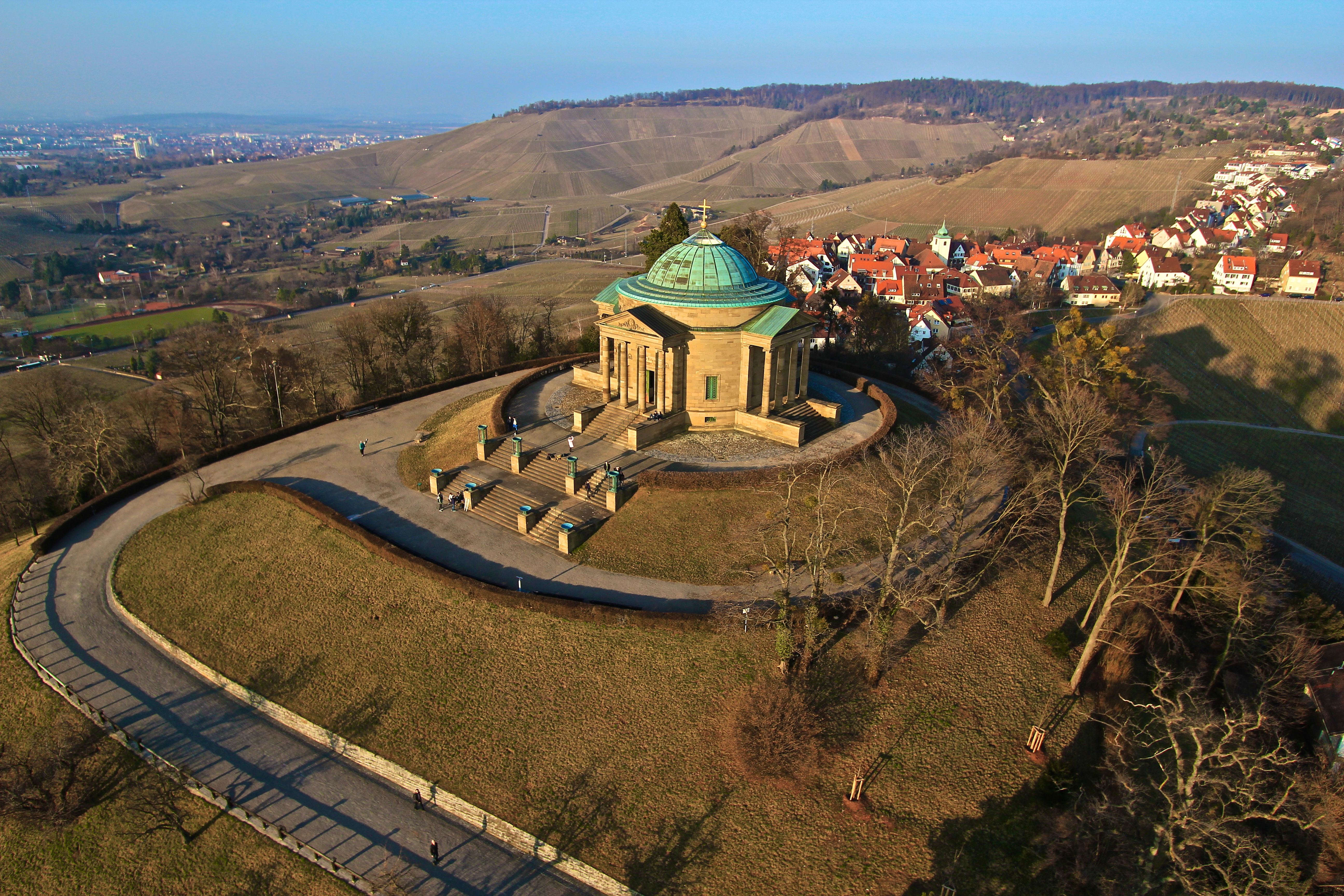
مرقد فورتمبرغ
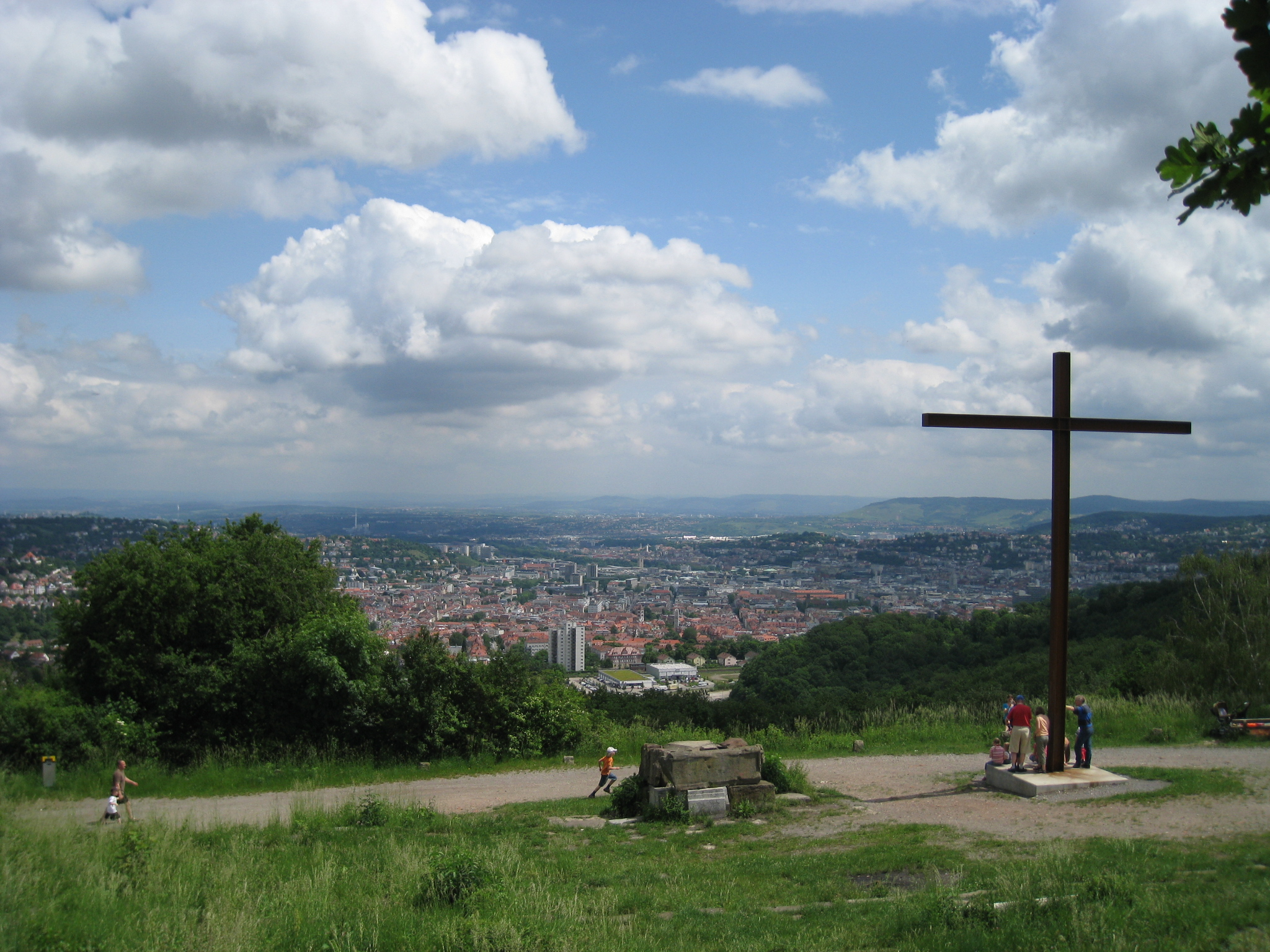
منظر شتوتغارت من قمة بيركينكوبف
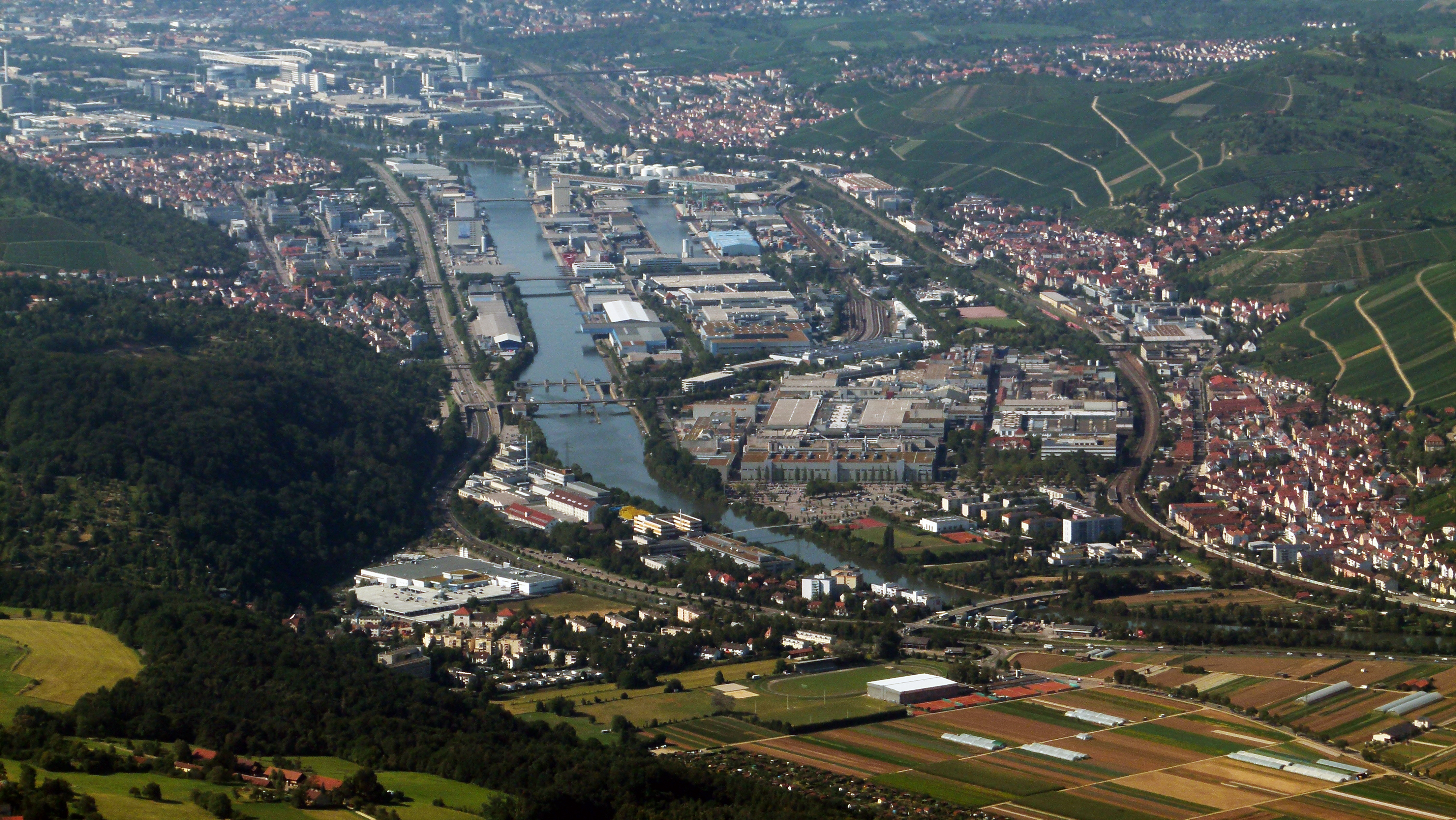
نهر نيكار
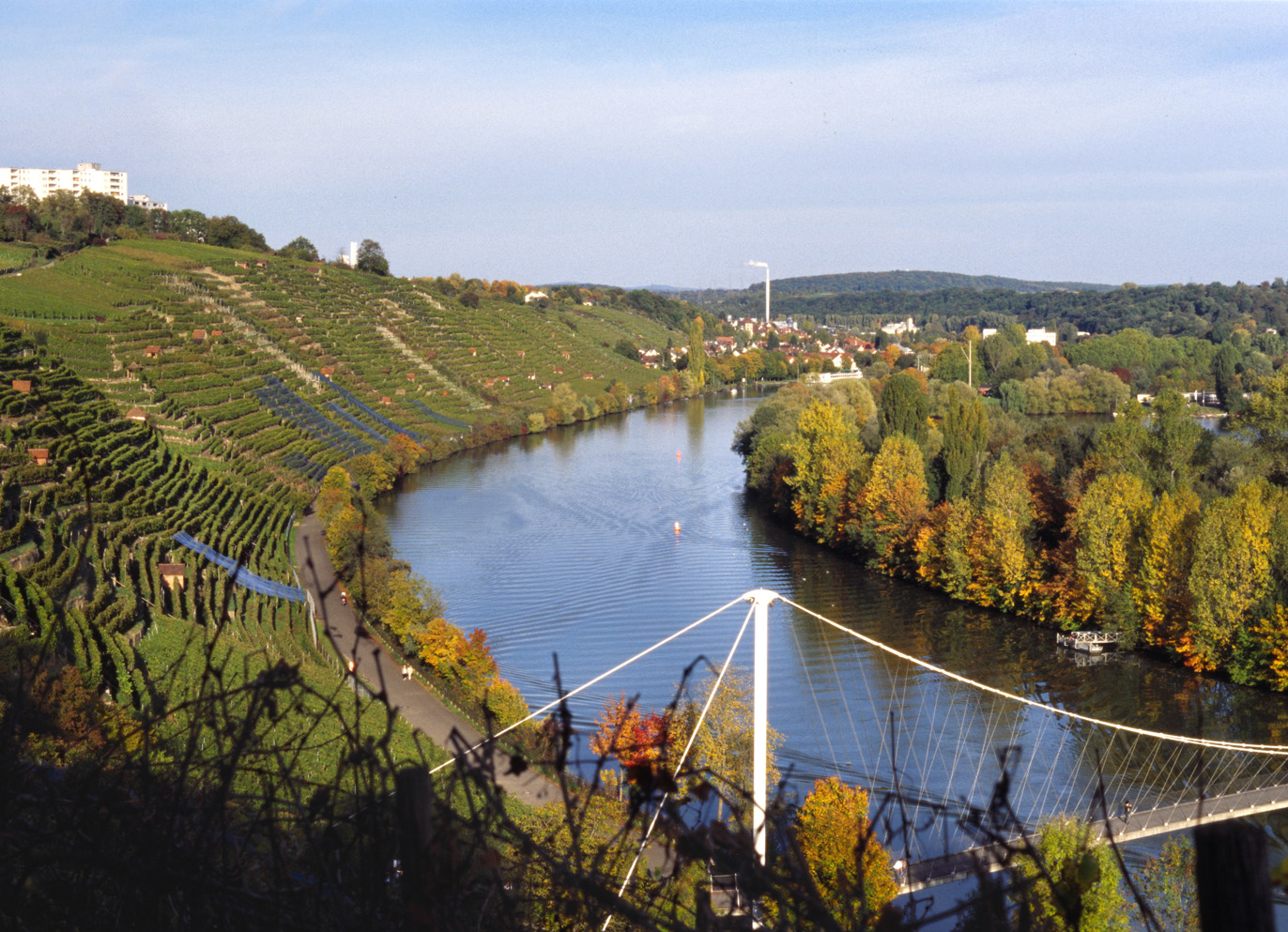
زراعة العنب بالقرب من شتوتغارت
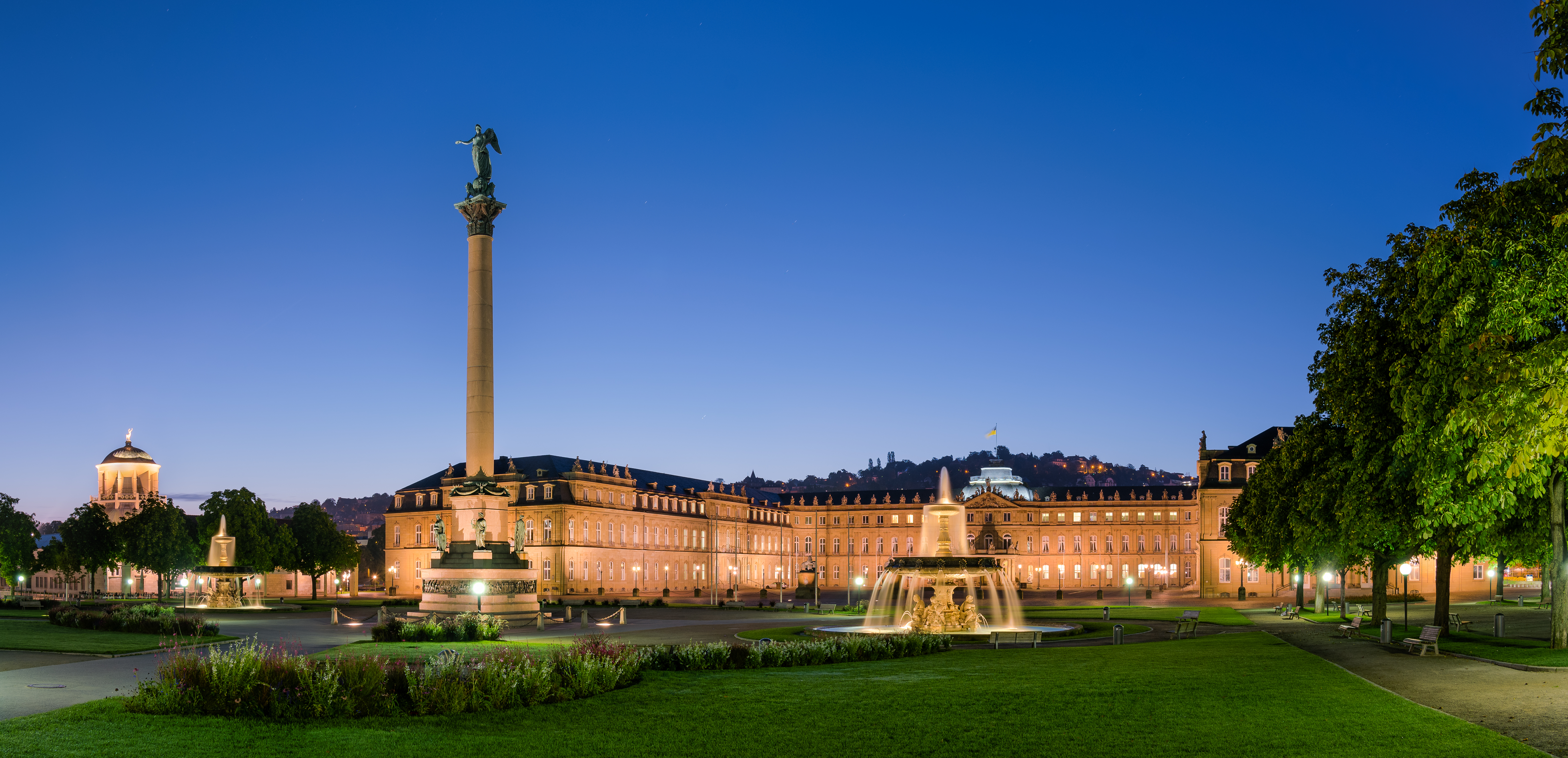
ميدان القصر Schloßplatz
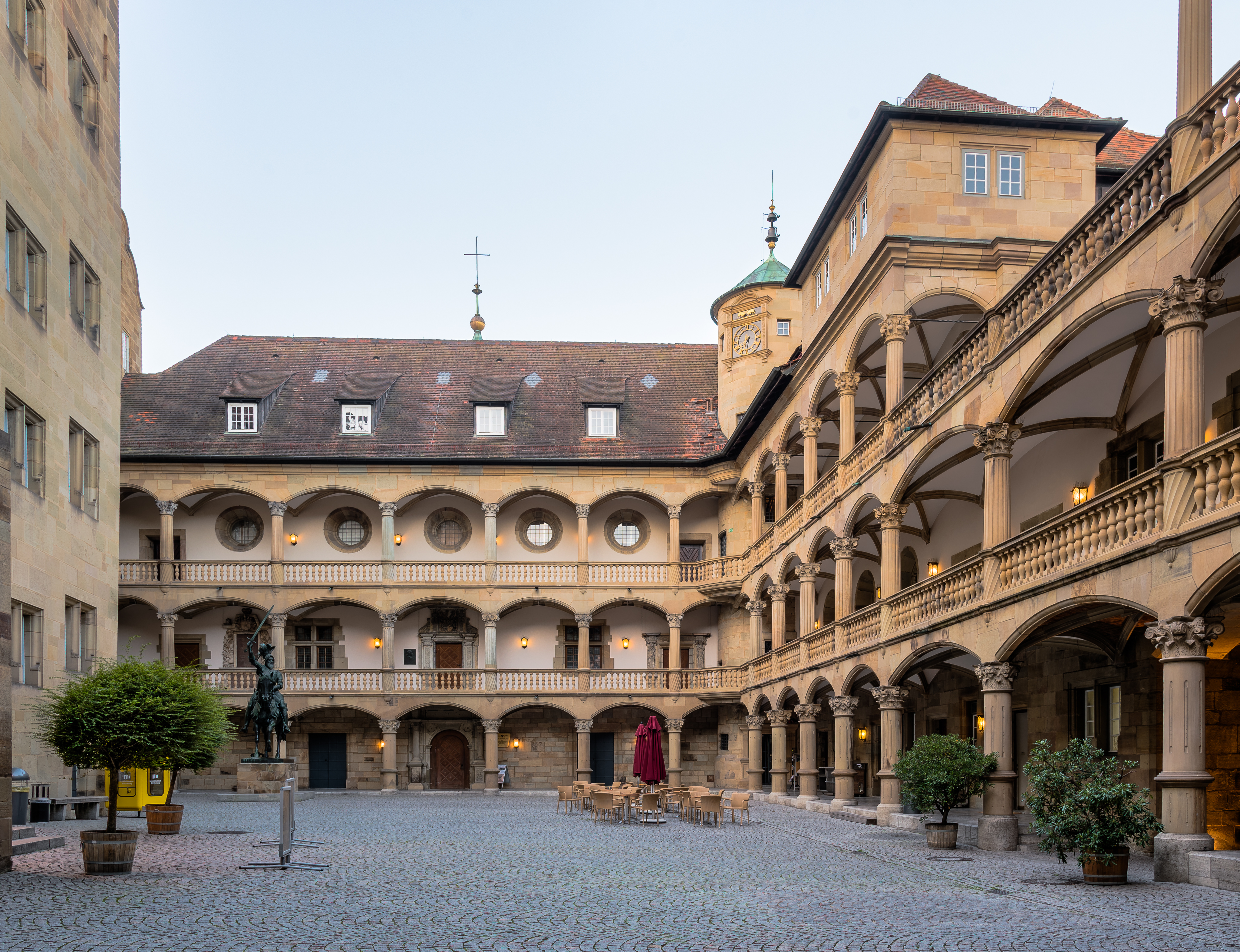
البهو في القصر القديم Alten Schloss
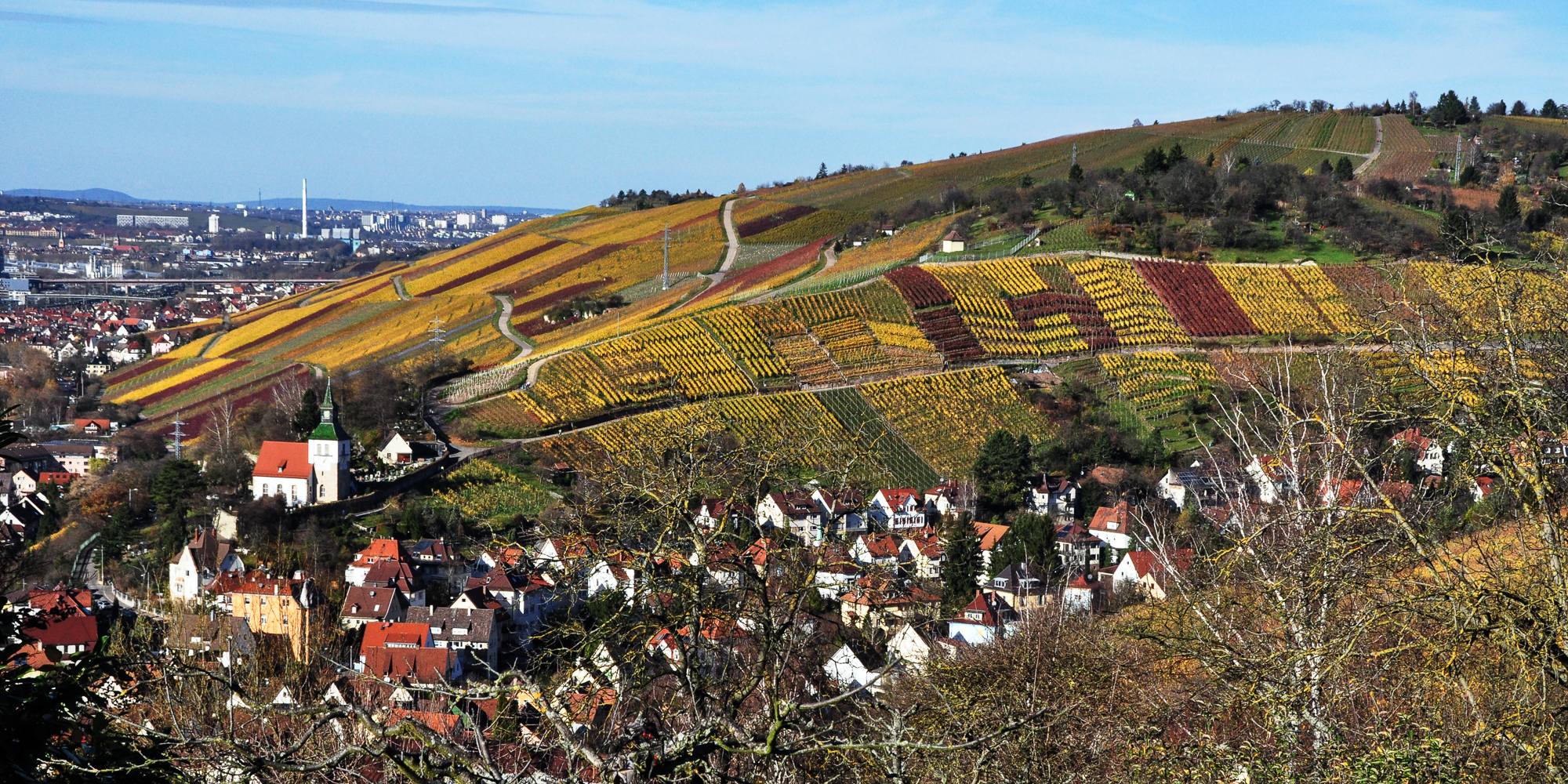